# Stefano Oldani
Stefano Oldani (* 10. ledna 1998) je italský profesionální silniční cyklista jezdící za UCI WorldTeam Cofidis.

## Hlavní výsledky
2015
2. místo Trofeo Comune di Vertova
3. místo GP dell'Arno
2016
Národní šampionát
 vítěz časovky juniorů
Grand Prix Rüebliland
 vítěz bodovací soutěže
vítěz 4. etapy
4. místo Trofeo Città di Loano
9. místo Trofeo Buffoni
2017
6. místo GP Capodarco
2018
5. místo Trofeo Piva
2019
Istrian Spring Trophy
5. místo celkově
Tour de Hongrie
7. místo celkově
7. místo Poreč Trophy
2021
2. místo Vuelta a Castilla y León
10. místo Gran Piemonte
2022
Giro d'Italia
vítěz 12. etapy
2. místo Volta Limburg Classic
3. místo Coppa Bernocchi
4. místo Grand Prix de Fourmies
4. místo Veneto Classic
Danmark Rundt
8. místo celkově
8. místo La Drôme Classic
10. místo Coppa Ugo Agostoni
2024
5. místo Gran Premio Castellón
8. místo Trofeo Ses Salines–Felanitx

### Výsledky na Grand Tours
| Grand Tour      | 2020 | 2021 | 2022 | 2023 | 2024 |
| --------------- | ---- | ---- | ---- | ---- | ---- |
| Giro d'Italia   | 98   | 79   | 84   | 45   | DNF  |
| Tour de France  | —    | —    | —    | —    | —    |
| Vuelta a España | —    | —    | —    | —    | —    |

| —   | Nezúčastnil se |
| DNF | Nedokončil     |
| JS  | Jede se        |